# Arthur P. Schmidt
Arthur P. Schmidt (* 21. August 1912; † 22. Juli 1965 in Los Angeles) war ein US-amerikanischer Filmeditor.

## Leben
Arthur P. Schmidt (wird häufig auch nur Arthur Schmidt geschrieben) begann seine Karriere Anfang der 1930er Jahre bei Filmen wie Anne of Green Gables oder bei der Bulldog-Drummond-Reihe. Nach Arbeiten in den 1940er Jahren wie Vierzehn Jahre Sing-Sing, Aloma, die Tochter der Südsee, Die blaue Dahlie oder Pauline, laß das Küssen sein erhielt er 1950 für den Filmschnitt zu Boulevard der Dämmerung seine erste Oscar-Nominierung. Bei Lindbergh – Mein Flug über den Ozean und bei Der alte Mann und das Meer trug er mit seiner Arbeit erheblich mit zur Atmosphäre dieser Filme bei.
1957 erhielt er für Sayonara eine zweite Oscarnominierung. Weitere bekannte Werke, an denen Arthur P. Schmidt beteiligt war, sind Wir sind keine Engel, Manche mögen’s heiß, Aschenblödel, Reporter des Satans, König der Vagabunden, Sabrina und Die Nackten und die Toten.  Schmidts letzter Film als Editor war Geld spielt keine Rolle aus dem Jahr 1962. Im Anschluss war er bis einschließlich 1965 als Koproduzent (accociate producer) an einigen Filmprojekten beteiligt, darunter die Jerry-Lewis-Komödie Der verrückte Professor (1963).
Arthur P. Schmidt verstarb 1965 im Alter von nur 52 Jahren. Mit seiner Frau Madeline hatte er vier Kinder. Sein 1937 geborener Sohn Arthur Schmidt war zwischen den 1970er- und 2000er-Jahren selbst ein renommierter Editor in Hollywood und zweifacher Oscargewinner (Falsches Spiel mit Roger Rabbit, Forrest Gump).

## Filmografie (Auswahl)
- 1934: Anne of Green Gables
- 1938: Gefährliche Mitwisser (Dangerous to Know)
- 1941: Las Vegas Nights
- 1941: Aloma, die Tochter der Südsee (Aloma of the South Seas)
- 1945: A Medal for Benny
- 1946: Die blaue Dahlie (The Blue Dahlia)
- 1946: Mit Pinsel und Degen (Monsieur Beaucaire)
- 1947: Pauline, laß das Küssen sein (The Perils of Pauline)
- 1947: Vierzehn Jahre Sing-Sing (I Walk Alone)
- 1949: Der besiegte Geizhals (Sorrowful Jones)
- 1949: Diebstahl in Irland (Top o’ the Morning)
- 1950: Boulevard der Dämmerung (Sunset Boulevard)
- 1951: Der jüngste Tag (When Worlds Collide)
- 1951: Reporter des Satans (Ace in the Hole)
- 1951: Der Revolvermann (The Redhead and the Cowboy)
- 1952: Der weiße Sohn der Sioux (The Savage)
- 1953: Ein Lied, ein Kuß, ein Mädel (The Stars Are Singing)
- 1954: Sabrina
- 1955: Wir sind keine Engel (We’re No Angels)
- 1956: König der Vagabunden (The Vagabond King)
- 1957: Sayonara
- 1957: Lindbergh – Mein Flug über den Ozean (The Spirit of St. Louis)
- 1958: Die Nackten und die Toten (The Naked and the Dead)
- 1958: Der alte Mann und das Meer (The Old Man and the Sea)
- 1959: Manche mögen’s heiß (Some Like It Hot)
- 1960: Aschenblödel (Cinderfella)
- 1962: Geld spielt keine Rolle (It's Only Money)